# Ronde van Italië 2017/Startlijst
Dit artikel beschrijft de startlijst van de 100e Ronde van Italië die op vrijdag 5 mei 2017 van start ging in Alghero. In totaal deden er 22 ploegen mee aan de rittenkoers die op zondag 28 mei 2017 eindigde in de stad Milaan. Iedere ploeg moest negen wielrenners inschrijven voor de wedstrijd, wat het totaal aantal deelnemers op 198 bracht. Astana schreef echter maar acht renners in, ter ere van de paar weken eerder overleden Michele Scarponi.

## Overzicht

### Bahrein-Merida Pro Cycling Team
| rugnummer | renner              | prestaties deze ronde | opmerkingen                                             | eindklassering |
| --------- | ------------------- | --------------------- | ------------------------------------------------------- | -------------- |
| 1         | Vincenzo Nibali     | Winnaar: 16e etappe   |                                                         | 3e             |
| 2         | Valerio Agnoli      |                       |                                                         | 110e           |
| 3         | Manuele Boaro       |                       |                                                         | 74e            |
| 4         | Enrico Gasparotto   |                       |                                                         | 76e            |
| 5         | Javier Moreno       |                       | Uit de wedstrijd gezet na duwen Diego Rosa in 4e etappe | DNF            |
| 6         | Franco Pellizotti   |                       |                                                         | 21e            |
| 7         | Luka Pibernik       |                       |                                                         | 100e           |
| 8         | Kanstantsin Siwtsow |                       |                                                         | 35e            |
| 9         | Giovanni Visconti   |                       | Opgave: 21e etappe                                      | DNF            |

### AG2R La Mondiale
| rugnummer | renner             | prestaties deze ronde | opmerkingen       | eindklassering |
| --------- | ------------------ | --------------------- | ----------------- | -------------- |
| 11        | Domenico Pozzovivo |                       |                   | 6e             |
| 12        | Julien Bérard      |                       |                   | 131e           |
| 13        | François Bidard    |                       |                   | 39e            |
| 14        | Clément Chevrier   |                       |                   | 81e            |
| 15        | Hubert Dupont      |                       |                   | 19e            |
| 16        | Ben Gastauer       |                       |                   | 29e            |
| 17        | Alexandre Geniez   |                       | Opgave: 5e etappe | DNF            |
| 18        | Quentin Jauregui   |                       |                   | 90e            |
| 19        | Matteo Montaguti   |                       |                   | 51e            |

### Astana Pro Team
| rugnummer | renner            | prestaties deze ronde | opmerkingen        | eindklassering |
| --------- | ----------------- | --------------------- | ------------------ | -------------- |
| 22        | Dario Cataldo     |                       |                    | 14e            |
| 23        | Peio Bilbao       |                       |                    | 66e            |
| 24        | Jandos Bïjigitov  |                       |                    | 160e           |
| 25        | Jesper Hansen     |                       |                    | 32e            |
| 26        | Tanel Kangert     |                       | Opgave: 15e etappe | DNF            |
| 27        | Luis León Sánchez |                       |                    | 43e            |
| 28        | Paolo Tiralongo   |                       |                    | 83e            |
| 29        | Andrej Zejts      |                       |                    | 63e            |

### Bardiani CSF
| rugnummer | renner            | prestaties deze ronde | opmerkingen                                  | eindklassering |
| --------- | ----------------- | --------------------- | -------------------------------------------- | -------------- |
| 31        | Stefano Pirazzi   |                       | Niet gestart wegens dopinggebruik: 1e etappe | DNF            |
| 32        | Vincenzo Albanese |                       | Opgave: 16e etappe                           | DNF            |
| 33        | Simone Andreetta  |                       |                                              | 156e           |
| 34        | Enrico Barbin     |                       |                                              | 124e           |
| 35        | Nicola Boem       |                       |                                              | 152e           |
| 36        | Giulio Ciccone    |                       |                                              | 95e            |
| 37        | Mirco Maestri     |                       |                                              | 143e           |
| 38        | Lorenzo Rota      |                       |                                              | 151e           |
| 39        | Nicola Ruffoni    |                       | Niet gestart wegens dopinggebruik: 1e etappe | DNF            |

### BMC Racing Team
| rugnummer | renner             | prestaties deze ronde | opmerkingen        | eindklassering |
| --------- | ------------------ | --------------------- | ------------------ | -------------- |
| 41        | Tejay van Garderen | Winnaar: 18e etappe   |                    | 20e            |
| 42        | Rohan Dennis       |                       | Opgave: 4e etappe  | DNF            |
| 43        | Silvan Dillier     | Winnaar: 6e etappe    |                    | 67e            |
| 44        | Ben Hermans        |                       | Opgave: 16e etappe | DNF            |
| 45        | Manuel Quinziato   |                       |                    | 133e           |
| 46        | Joey Rosskopf      |                       |                    | 70e            |
| 47        | Manuel Senni       |                       |                    | 79e            |
| 48        | Dylan Teuns        |                       |                    | 75e            |
| 49        | Francisco Ventoso  |                       |                    | 94e            |

### BORA-hansgrohe
| rugnummer | renner            | prestaties deze ronde                                                         | opmerkingen                | eindklassering |
| --------- | ----------------- | ----------------------------------------------------------------------------- | -------------------------- | -------------- |
| 51        | Jan Bárta         |                                                                               |                            | 127e           |
| 52        | Cesare Benedetti  | Drager blauwe trui: 2e etappe                                                 |                            | 115e           |
| 53        | Sam Bennett       |                                                                               |                            | 158e           |
| 54        | Patrick Konrad    |                                                                               |                            | 16e            |
| 55        | José Mendes       |                                                                               |                            | 48e            |
| 56        | Gregor Mühlberger |                                                                               |                            | 41e            |
| 57        | Matteo Pelucchi   |                                                                               | Te laat binnen: 10e etappe | DNF            |
| 58        | Lukas Pöstlberger | Winnaar: 1e etappe, Drager roze trui: 2e etappe, Drager witte trui: 3e etappe |                            | 114e           |
| 59        | Rüdiger Selig     |                                                                               | Opgave: 15e etappe         | DNF            |

### Cannondale-Drapac Pro Cycling Team
| rugnummer | renner            | prestaties deze ronde         | opmerkingen | eindklassering |
| --------- | ----------------- | ----------------------------- | ----------- | -------------- |
| 61        | Pierre Rolland    | Winnaar: 17e etappe           |             | 22e            |
| 62        | Hugh Carthy       |                               |             | 92e            |
| 63        | Joe Dombrowski    |                               |             | 69e            |
| 64        | Davide Formolo    | Drager witte trui: 10e etappe |             | 10e            |
| 65        | Alex Howes        |                               |             | 136e           |
| 66        | Kristjan Koren    |                               |             | 128e           |
| 67        | Tom-Jelte Slagter |                               |             | 77e            |
| 68        | Davide Villella   |                               |             | 72e            |
| 69        | Michael Woods     |                               |             | 38e            |

### CCC Sprandi Polkowice
| rugnummer | renner              | prestaties deze ronde | opmerkingen | eindklassering |
| --------- | ------------------- | --------------------- | ----------- | -------------- |
| 71        | Jan Hirt            |                       |             | 12e            |
| 72        | Marcin Białobłocki  |                       |             | 159e           |
| 73        | Felix Großschartner |                       |             | 78e            |
| 74        | Łukasz Owsian       |                       |             | 88e            |
| 75        | Maciej Paterski     |                       |             | 137e           |
| 76        | Simone Ponzi        |                       |             | 126e           |
| 77        | Branislaw Samojlaw  |                       |             | 112e           |
| 78        | Michal Schlegel     |                       |             | 45e            |
| 79        | Jan Tratnik         |                       |             | 106e           |

### FDJ
| rugnummer | renner                | prestaties deze ronde | opmerkingen        | eindklassering |
| --------- | --------------------- | --------------------- | ------------------ | -------------- |
| 81        | Thibaut Pinot         | Winnaar: 20e etappe   |                    | 4e             |
| 82        | William Bonnet        |                       | Opgave: 16e etappe | DNF            |
| 83        | Matthieu Ladagnous    |                       |                    | 97e            |
| 84        | Tobias Ludvigsson     |                       |                    | 85e            |
| 85        | Rudy Molard           |                       |                    | 44e            |
| 86        | Steve Morabito        |                       |                    | 53e            |
| 87        | Sébastien Reichenbach |                       |                    | 15e            |
| 88        | Jérémy Roy            |                       |                    | 73e            |
| 89        | Benoît Vaugrenard     |                       |                    | 103e           |

### Gazprom-RusVelo
| rugnummer | renner              | prestaties deze ronde | opmerkingen        | eindklassering |
| --------- | ------------------- | --------------------- | ------------------ | -------------- |
| 91        | Sergej Firsanov     |                       |                    | 96e            |
| 92        | Pavel Broett        |                       |                    | 134e           |
| 93        | Aleksandr Foliforov |                       |                    | 40e            |
| 94        | Dmitri Kozontsjoek  |                       |                    | 145e           |
| 95        | Sergej Lagoetin     |                       |                    | 157e           |
| 96        | Ivan Rovny          |                       |                    | 119e           |
| 97        | Ivan Savitski       |                       | Opgave: 15e etappe | DNF            |
| 98        | Jevgeni Sjaloenov   |                       |                    | 123e           |
| 99        | Aleksej Tsatevitsj  |                       |                    | 121e           |

### Lotto Soudal
| rugnummer | renner            | prestaties deze ronde                                                                       | opmerkingen        | eindklassering |
| --------- | ----------------- | ------------------------------------------------------------------------------------------- | ------------------ | -------------- |
| 100       | André Greipel     | Winnaar: 2e etappe, Drager roze trui: 3e etappe, Drager paarse trui: 4e etappe en 5e etappe | Opgave: 14e etappe | DNF            |
| 101       | Lars Bak          |                                                                                             |                    | 118e           |
| 102       | Sean De Bie       |                                                                                             | Opgave: 16e etappe | DNF            |
| 103       | Jasper De Buyst   |                                                                                             | Opgave: 18e etappe | DNF            |
| 104       | Bart De Clercq    |                                                                                             | Opgave: 15e etappe | DNF            |
| 105       | Adam Hansen       |                                                                                             |                    | 93e            |
| 106       | Moreno Hofland    |                                                                                             |                    | 139e           |
| 107       | Tomasz Marczyński |                                                                                             |                    | 47e            |
| 109       | Maxime Monfort    |                                                                                             |                    | 13e            |

### Movistar Team
| rugnummer | renner             | prestaties deze ronde                                                      | opmerkingen        | eindklassering |
| --------- | ------------------ | -------------------------------------------------------------------------- | ------------------ | -------------- |
| 111       | Nairo Quintana     | Winnaar: 9e etappe, Drager roze trui: 10e etappe, 20e etappe en 21e etappe |                    | 2e             |
| 112       | Andrey Amador      |                                                                            |                    | 18e            |
| 113       | Winner Anacona     |                                                                            |                    | 25e            |
| 114       | Daniele Bennati    |                                                                            | Opgave: 16e etappe | DNF            |
| 115       | Víctor de la Parte |                                                                            |                    | 56e            |
| 116       | José Herrada       |                                                                            |                    | 61e            |
| 117       | Gorka Izagirre     | Winnaar: 8e etappe                                                         |                    | 28e            |
| 118       | José Joaquín Rojas |                                                                            |                    | 50e            |
| 119       | Rory Sutherland    |                                                                            |                    | 108e           |

### Orica-Scott
| rugnummer | renner                  | prestaties deze ronde                                  | opmerkingen        | eindklassering |
| --------- | ----------------------- | ------------------------------------------------------ | ------------------ | -------------- |
| 121       | Adam Yates              | Drager witte trui 19e etappe, 20e etappe en 21e etappe |                    | 9e             |
| 122       | Alexander Edmondson     |                                                        | Opgave: 16e etappe | DNF            |
| 123       | Caleb Ewan              | Winnaar: 7e etappe                                     | Opgave: 15e etappe | DNF            |
| 124       | Michael Hepburn         |                                                        |                    | 122e           |
| 125       | Christopher Juul-Jensen |                                                        |                    | 109e           |
| 126       | Luka Mezgec             |                                                        |                    | 107e           |
| 127       | Rubén Plaza             |                                                        |                    | 30e            |
| 128       | Svein Tuft              |                                                        |                    | 142e           |
| 129       | Carlos Verona           |                                                        |                    | 57e            |

### Quick-Step Floors
| rugnummer | renner              | prestaties deze ronde | opmerkingen | eindklassering |
| --------- | ------------------- | --- | ----------- | -------------- |
| 131       | Bob Jungels         | Winnaar: 15e etappe, Winnaar witte trui, Drager roze trui: 5e etappe, 6e etappe, 7e etappe, 8e etappe en 9e etappe, Drager witte trui: 11e etappe, 12e etappe, 13e etappe, 14e etappe, 15e etappe, 16e etappe, 17e etappe en 18e etappe |             | 8e             |
| 132       | Eros Capecchi       | |             | 58e            |
| 133       | Laurens De Plus     | |             | 24e            |
| 134       | Dries Devenyns      | |             | 89e            |
| 135       | Fernando Gaviria    | Winnaar: 3e etappe, 5e etappe, 12e etappe en 13e etappe, Winnaar paarse trui, Drager roze trui 4e etappe |             | 129e           |
| 136       | Iljo Keisse         | |             | 144e           |
| 137       | Davide Martinelli   | |             | 153e           |
| 138       | Maximiliano Richeze | |             | 148e           |
| 139       | Pieter Serry        | |             | 105e           |

### Team Dimension Data
| rugnummer | renner                     | prestaties deze ronde                                          | opmerkingen        | eindklassering |
| --------- | -------------------------- | -------------------------------------------------------------- | ------------------ | -------------- |
| 141       | Nathan Haas                |                                                                | Opgave: 11e etappe | DNF            |
| 142       | Igor Antón                 |                                                                |                    | 62e            |
| 143       | Natnael Berhane            |                                                                |                    | 59e            |
| 144       | Omar Fraile                | Winnaar: 11e etappe, Drager blauwe trui 13e etappe, 14e etappe |                    | 65e            |
| 145       | Ryan Gibbons               |                                                                | Opgave: 16e etappe | DNF            |
| 146       | Jacques Janse van Rensburg |                                                                |                    | 36e            |
| 147       | Kristian Sbaragli          |                                                                |                    | 101e           |
| 148       | Daniel Teklehaimanot       | Drager blauwe trui: 3e etappe en 4e etappe                     |                    | 111e           |
| 149       | Johann van Zyl             |                                                                |                    | 149e           |

### Team Katjoesja-Alpecin
| rugnummer | renner                 | prestaties deze ronde | opmerkingen        | eindklassering |
| --------- | ---------------------- | --------------------- | ------------------ | -------------- |
| 151       | Ilnoer Zakarin         |                       |                    | 5e             |
| 152       | Maksim Belkov          |                       |                    | 125e           |
| 153       | José Gonçalves         |                       |                    | 60e            |
| 154       | Robert Kišerlovski     |                       |                    | 31e            |
| 155       | Pavel Kotsjetkov       |                       | Opgave: 4e etappe  | DNF            |
| 156       | Vjatsjeslav Koeznetsov |                       |                    | 132e           |
| 157       | Alberto Losada         |                       |                    | 147e           |
| 158       | Matvej Mamykin         |                       |                    | 87e            |
| 159       | Ángel Vicioso          |                       | Opgave: 21e etappe | DNF            |

### Team LottoNL-Jumbo
| rugnummer | renner                | prestaties deze ronde | opmerkingen        | eindklassering |
| --------- | --------------------- | --------------------- | ------------------ | -------------- |
| 161       | Steven Kruijswijk     |                       | Opgave: 21e etappe | DNF            |
| 162       | Enrico Battaglin      |                       |                    | 64e            |
| 163       | Victor Campenaerts    |                       | Opgave: 16e etappe | DNF            |
| 164       | Twan Castelijns       |                       |                    | 130e           |
| 165       | Stef Clement          |                       |                    | 23e            |
| 166       | Martijn Keizer        |                       |                    | 116e           |
| 167       | Bram Tankink          |                       | Opgave: 19e etappe | DNF            |
| 168       | Jurgen Van den Broeck |                       |                    | 91e            |
| 169       | Jos van Emden         | Winnaar: 21e etappe   |                    | 117e           |

### Team Sky
| rugnummer | renner           | prestaties deze ronde                                                                                             | opmerkingen        | eindklassering |
| --------- | ---------------- | --- | ------------------ | -------------- |
| 171       | Mikel Landa      | Winnaar: 19e etappe, Blauwe trui, Drager blauwe trui 17e etappe, 18e etappe, 19e etappe, 20e etappe en 21e etappe |                    | 17e            |
| 172       | Philip Deignan   | |                    | 37e            |
| 173       | Kenny Elissonde  | | Opgave: 16e etappe | DNF            |
| 174       | Michał Gołaś     | |                    | 141e           |
| 175       | Sebastián Henao  | |                    | 33e            |
| 176       | Vasil Kiryjenka  | |                    | 102e           |
| 177       | Salvatore Puccio | |                    | 86e            |
| 178       | Diego Rosa       | |                    | 55e            |
| 179       | Geraint Thomas   | | Opgave: 13e etappe | DNF            |

### Team Sunweb
| rugnummer | renner          | prestaties deze ronde | opmerkingen        | eindklassering |
| --------- | --------------- | --- | ------------------ | -------------- |
| 181       | Tom Dumoulin    | Winnaar: 10e etappe en 14e etappe, Winnaar roze trui, Drager roze trui: 11e etappe, 12e etappe, 13e etappe, 14e etappe, 15e etappe, 16e etappe, 17e etappe, 18e etappe en 19e etappe |                    | 1e             |
| 182       | Phil Bauhaus    | | Opgave: 17e etappe | DNF            |
| 183       | Simon Geschke   | |                    | 54e            |
| 184       | Chad Haga       | |                    | 82e            |
| 185       | Wilco Kelderman | | Opgave: 9e etappe  | DNF            |
| 186       | Sindre Lunke    | |                    | 120e           |
| 187       | Georg Preidler  | |                    | 71e            |
| 188       | Tom Stamsnijder | |                    | 154e           |
| 189       | Laurens ten Dam | |                    | 34e            |

### Trek-Segafredo
| rugnummer | renner          | prestaties deze ronde | opmerkingen        | eindklassering |
| --------- | --------------- | --------------------- | ------------------ | -------------- |
| 191       | Bauke Mollema   |                       |                    | 7e             |
| 192       | Eugenio Alafaci |                       |                    | 146e           |
| 193       | Julien Bernard  |                       |                    | 42e            |
| 194       | Laurent Didier  |                       | Opgave: 11e etappe | DNF            |
| 195       | Jesús Hernández |                       |                    | 49e            |
| 196       | Giacomo Nizzolo |                       | Opgave: 11e etappe | DNF            |
| 197       | Mads Pedersen   |                       |                    | 138e           |
| 198       | Peter Stetina   |                       |                    | 46e            |
| 199       | Jasper Stuyven  |                       |                    | 98e            |

### UAE Team Emirates
| rugnummer | renner          | prestaties deze ronde | opmerkingen        | eindklassering |
| --------- | --------------- | --- | ------------------ | -------------- |
| 201       | Rui Costa       | |                    | 27e            |
| 202       | Valerio Conti   | |                    | 68e            |
| 203       | Roberto Ferrari | |                    | 150e           |
| 204       | Marco Marcato   | |                    | 113e           |
| 205       | Sacha Modolo    | | Opgave: 17e etappe | DNF            |
| 206       | Matej Mohorič   | |                    | 135e           |
| 207       | Edward Ravasi   | |                    | 80e            |
| 208       | Simone Petilli  | |                    | 26e            |
| 209       | Jan Polanc      | Winnaar: 4e etappe, Drager blauwe trui 5e etappe, 6e etappe, 7e etappe, 8e etappe, 9e etappe, 10e etappe, 11e etappe en 12e etappe |                    | 11e            |

### Wilier Selle Italia
| rugnummer | renner             | prestaties deze ronde | opmerkingen        | eindklassering |
| --------- | ------------------ | --------------------- | ------------------ | -------------- |
| 211       | Filippo Pozzato    |                       |                    | 104e           |
| 212       | Julen Amezqueta    |                       |                    | 99e            |
| 213       | Matteo Busato      |                       |                    | 84e            |
| 214       | Giuseppe Fonzi     |                       |                    | 161e           |
| 215       | Ilja Kasjavy       |                       |                    | 155e           |
| 216       | Jakub Mareczko     |                       | Opgave: 14e etappe | DNF            |
| 217       | Daniel Martínez    |                       | Opgave: 17e etappe | DNF            |
| 218       | Cristian Rodríguez |                       |                    | 52e            |
| 219       | Eugert Zhupa       |                       |                    | 140e           |

## Deelnemers per land
| Deelnemers | Land                                                                         |
| ---------- | ---------------------------------------------------------------------------- |
| 45         | Italië                                                                       |
| 18         | Spanje                                                                       |
| 15         | Frankrijk                                                                    |
| 14         | Rusland                                                                      |
| 13         | België, Nederland                                                            |
| 7          | Australië                                                                    |
| 6          | Slovenië, Verenigde Staten                                                   |
| 5          | Colombia, Oostenrijk, Polen                                                  |
| 4          | Denemarken, Duitsland, Wit-Rusland                                           |
| 3          | Luxemburg, Portugal, Tsjechië, Verenigd Koninkrijk, Zuid-Afrika, Zwitserland |
| 2          | Canada, Eritrea, Ierland, Kazachstan                                         |
| 1          | Albanië, Argentinië, Costa Rica, Kroatië, Estland, Noorwegen, Zweden         |

1e etappe ·
2e etappe ·
3e etappe ·
4e etappe ·
5e etappe ·
6e etappe ·
7e etappe ·
8e etappe ·
9e etappe ·
10e etappe ·
11e etappe ·
12e etappe ·
13e etappe ·
14e etappe ·
15e etappe ·
16e etappe ·
17e etappe ·
18e etappe ·
19e etappe ·
20e etappe ·
21e etappe
Startlijst · Eindstanden · Afbeeldingen